# Mucropetraliella echinata
Mucropetraliella echinata är en mossdjursart. Mucropetraliella echinata ingår i släktet Mucropetraliella och familjen Petraliellidae.
Artens utbredningsområde är Röda havet. Inga underarter finns listade i Catalogue of Life.